# M1906 65mm山砲
M1906 65mm山砲(フランス語: Canon de 65 mm de montagne)は、フランスのシュナイダー社で開発され、1906年に部隊配備された口径65mmの山砲である。

## 概要
M1906 65mm山砲は、駐退機を備えた初期の火砲の一つで、1906年にフランスの山岳砲兵連隊に配備された。砲および砲架部分は4つの部品に分解して、ロバに乗せて運搬する事が可能であった。
第一次世界大戦、第二次世界大戦でフランス軍によって使用され、1940年のフランス降伏後にはドイツ国防軍により接収され、引き続き使用された。
M1906 65mm山砲は他にも、アルバニア、ギリシャ、ポーランド、そして1948年からの第一次中東戦争ではイスラエル国防軍によっても使用された。

## 戦歴

### フランスでの戦歴
第一次世界大戦で、フランス軍はマケドニアの山岳地帯で、M1906 65mm山砲を中央同盟国軍との戦いで使用した。バルカン戦線のテッサロニキでは72門のM1906 65mm山砲が投入された。
第二次世界大戦時には歩兵支援用の野戦砲として使用され、フランスがナチス・ドイツに占領された1940年以降は、ドイツ国防軍によって6.5 cm GebK 221(f)の名称で使用された。

### イスラエルでの戦歴
1948年にイスラエルの独立宣言によって第一次中東戦争が始まったが、当時のイスラエル国防軍は世界中から手当たり次第に寄せ集めた兵器を使用して戦っており、その中にM1906 65mm山砲も含まれていた。イスラエル軍では、M1906 65mm山砲のいかにも古めかしい外観から、"ナポレオニック"というニックネームを付けていた。
イスラエル軍で最初に使用された、照準機の無い状態の2廷のM1906 65mm山砲は、イスラエル北部のデガニアでの戦いに投入された。これは、イスラエル軍が初めて野戦砲を使用した戦いでもあった。その後の第一次中東戦争の主要な戦いにもM1906 65mm山砲は投入された。
その後、退役したM1906 65mm山砲は、イスラエル独立時の苦労を物語る記念碑として、イスラエル国防軍歴史博物館、イスラエル砲兵隊博物館の他、イスラエル各地に展示されている。

## 画像

第一次世界大戦時、フランス軍。
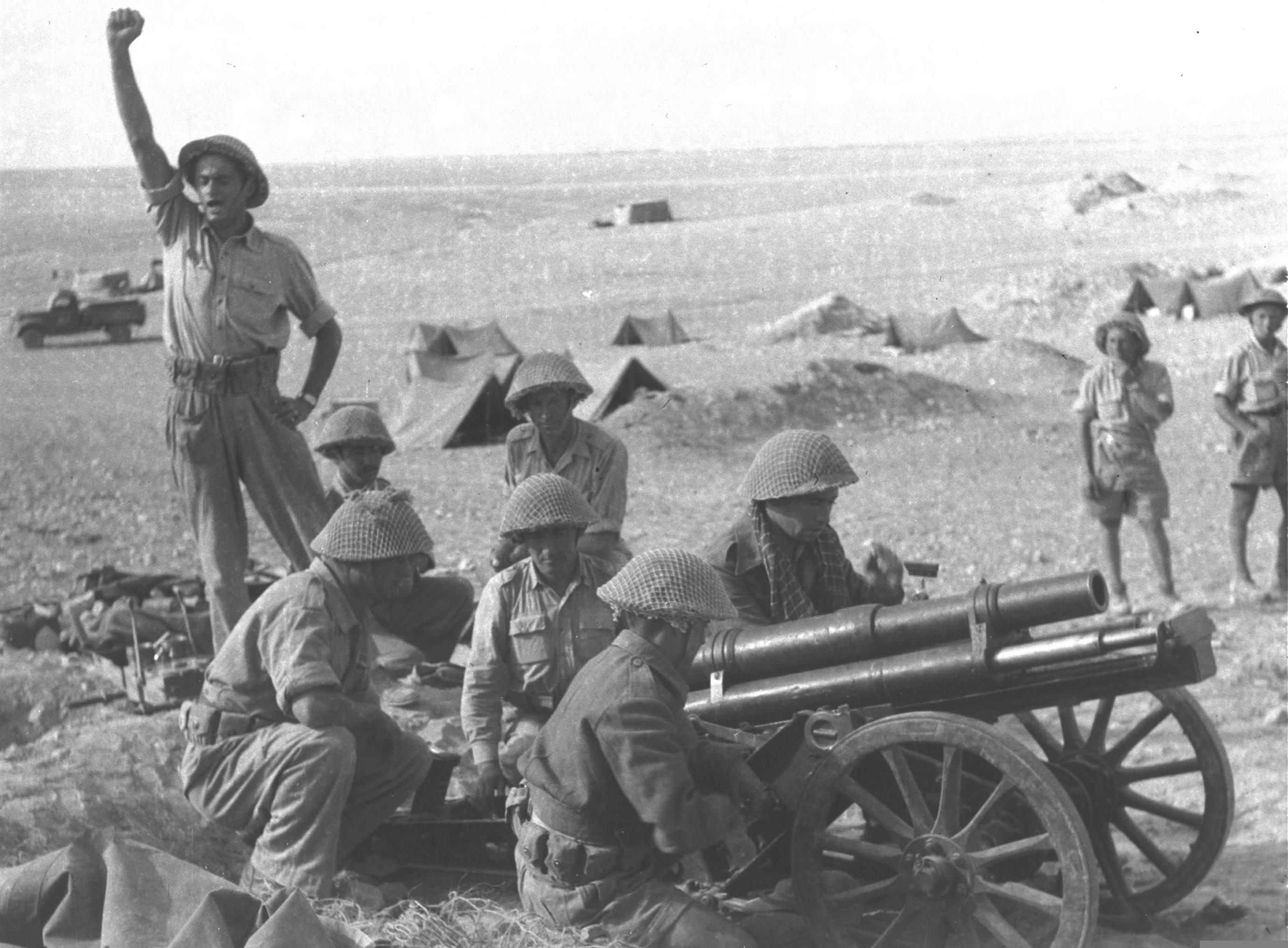
第一次中東戦闘時、イスラエル軍。1948年。
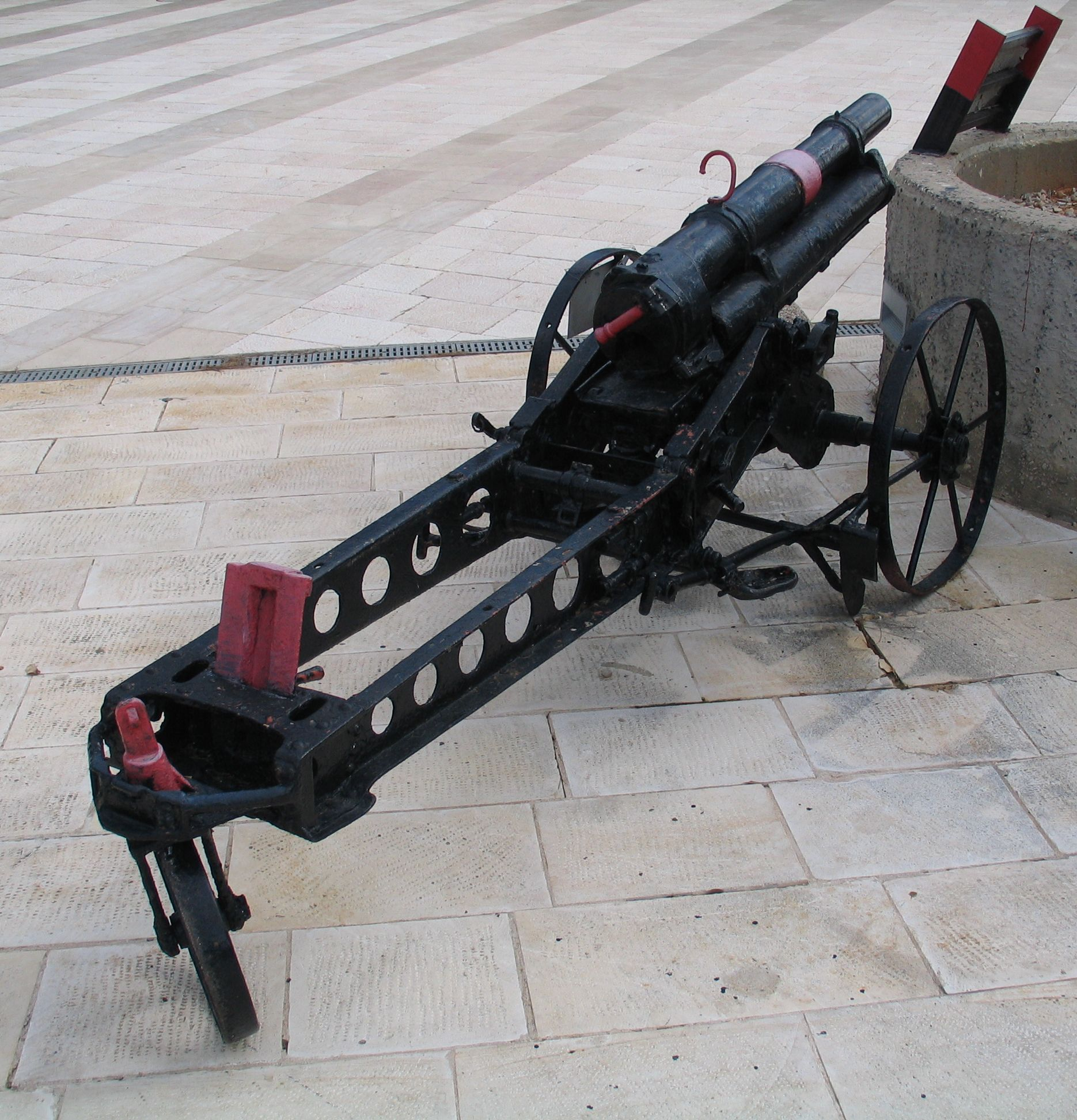
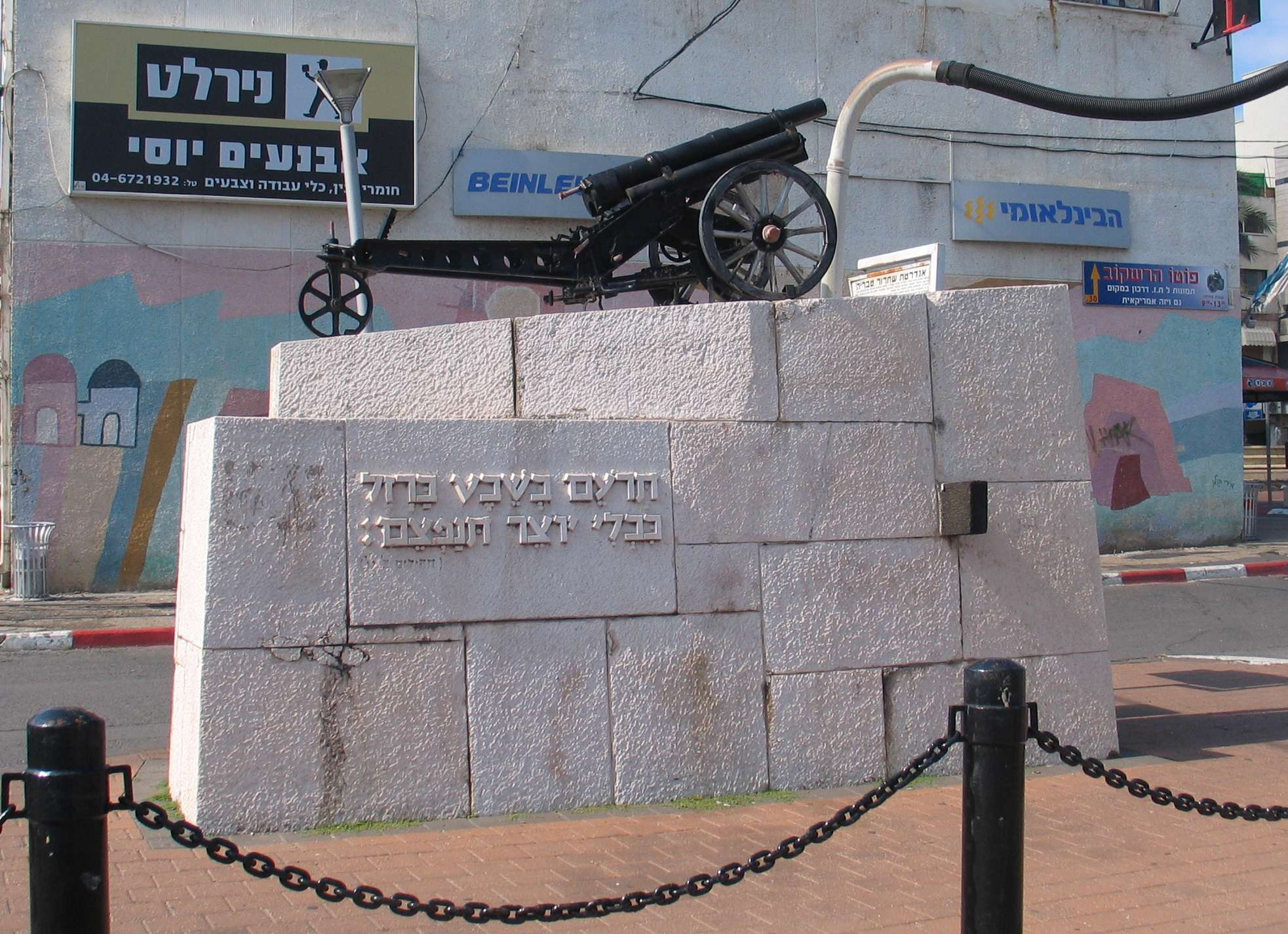